# First Touch
『First Touch』（ファースト・タッチ）は、河野マリナのオリジナルアルバム。2013年12月11日にアニプレックスから発売された。

## 背景・リリース
自身初となるアルバム。タイトルの『First Touch』は、自身がソフトボール好きのため、同スポーツからヒントを得ており、曲順も各曲をソフトボールの選手に準えた上で行われた。仮歌の収録はオケ録りと同時に行われた。その際高音が出せず不安であったがスタッフの1人である堀崎翔の励ましにより勇気づけられたという。
販売形態は初回限定盤（SVWC-7970/1）と通常盤（SVWC-7972）の2種リリースで、初回限定盤には「Morning Arch」、「その声を覚えてる」、「たからもの」のPVに加え、本作のドキュメンタリー映像を収録したDVDが同梱されている。

## 音楽性
7曲目の「Cheer for me!!」は、自身への応援歌的な内容になっている。
8曲目の「snowdrop -河野マリナ ver.-」は、原曲が春奈るなとのデュエット曲のため、アウトロを変更したりコーラスを重ねるなどして自身のソロ曲として再構成する試みが行われた。そのため収録に関しては長めであったという。

## 収録内容
CD
1. その声を覚えてる [4:06][1]
  - 作詞：こだまさおり、作曲・編曲：神前暁、ストリングスアレンジ：高田龍一
  - テレビアニメ『〈物語〉シリーズ セカンドシーズン』「囮物語」「鬼物語」エンディングテーマ
2. 消えるdaydream [4:37][1]
  - 作詞：こだまさおり、作曲・編曲：神前暁
  - テレビアニメ『猫物語（黒）』エンディングテーマ
3. Morning Arch [4:43][1]
  - 作詞：こだまさおり、作曲・編曲：神前暁
  - テレビアニメ『Aチャンネル』オープニングテーマ
4. たからもの [5:03][1]
  - 作詞：こだまさおり、作曲：神前暁、編曲：神前暁・高田龍一
  - テレビアニメ『夏目友人帳 肆』エンディングテーマ
5. MAGIC OF MUSIC [4:11][1]
  - 作詞：こだまさおり、作曲・編曲：広川恵一
6. バルーンシアター -Jazz Arr ver.- [3:38][1]
  - 作詞：こだまさおり、作曲・編曲：神前暁
  - OVA『Aチャンネル+smile』オープニングテーマ
7. Do!! Do!! Let me Fun♪ [4:26][1]
  - 作詞：こだまさおり、作曲・編曲：田中秀和
8. Cheer for me!! [4:21][1]
  - 作詞：こだまさおり、作曲・編曲：石濱翔
9. snowdrop -河野マリナ ver.- [5:37][1]
  - 作詞：meg rock、作曲・編曲：田中秀和
  - テレビアニメ『〈物語〉シリーズ セカンドシーズン』「恋物語」エンディングテーマ
10. Imperfect blue [4:54][1]
  - 作詞：分島花音、作曲・編曲：岡部啓一
11. アラタなるセカイ [5:02][1]
  - 作詞：入間人間、作曲・編曲：神前暁
  - OVA『アラタなるセカイ』テーマ曲
12. この優しい世界のなか [4:47][1]
  - 作詞：こだまさおり、作曲・編曲：神前暁

DVD（初回限定盤）
1. 河野マリナ スペシャルドキュメンタリー「First Touch」
2. Morning Arch（MUSIC CLIP[注 1]）
3. たからもの（MUSIC CLIP）
4. その声を覚えてる（MUSIC CLIP[注 1]）

## チャート
| チャート（2013年）         | 最高位 |
| -------------------------- | ------ |
| オリコン                   | 63     |
| Billboard JAPAN Top Albums | 57     |